# Surmacze
Surmacze es un pueblo ubicado en la gmina Biała Podlaska, distrito de Biała Podlaska, voivodato de Lublin, Polonia.

## Superficie
Cuenta con una superficie de 1,920 kilómetros cuadrados.

## Demografía
Hasta 2011 la población era de 51 habitantes, con una densidad de población de 26,56 habitantes por kilómetro cuadrado. Estaba conformada por 24 hombres (47,1%) y 27 mujeres (52,9%), según el censo de la Oficina Central de Estadística.